# Lidingö SK
Lidingö SK är en idrottsklubb på Lidingö i Sverige. Klubbens volleybollherrar har blivit svenska mästare 18 gånger, och är således de mesta mästarna i Sverige. Lidingö SK vann SM-guld hela 16 år i rad, från 1966 till 1981, innan man åter vann 1987. Senaste guldet kom 1990.
Herrjuniorerna blev också svenska mästare i volleyboll fyra gånger i rad åren 1975-1978.

## Handboll
Lidingö SK har även en handbollssektion där herrlaget spelar i division 2 och damlaget spelar i division 1.

## Övriga sporter
Tidigare hade Lidingö SK fler idrottsektioner, bland annat inom innebandy. 

### Fotnoter
1. ↑  ”Svenska mästare genom tiderna”. Elitserien Volleyboll. https://elitserienvolleyboll.se/historik/svenska-mastare-genom-tiderna/. Läst 5 december 2022.
2. ↑  ”Lidingö SK:s gyllene årgångar”. Lidingös SK. Arkiverad från originalet den 16 februari 2014. https://web.archive.org/web/20140216201552/http://www6.idrottonline.se/LidingoSK-Volleyboll/Foreningen/Historik/LidingoSKsgylleneargangar/. Läst 26 juni 2014.